# La Cagole
La Cagole est une marque déposée de bière française créée en 2003 à Marseille par Yves Darnaud. Cette bière est commercialisée par la SARL Midi et Demi.
Son nom fait référence au terme régional provençal « cagole », qui désigne de manière familière et péjorative une femme qui se fait remarquer par son attitude peu discrète (langage, tenue vestimentaire affriolante, etc.).

## Bières
La Cagole est une bière blonde pils qui se veut, selon son créateur Yves Darnaud, « très peu amère [et] légère », avec « un léger arôme de miel ». Elle est annoncée faiblement alcoolisée (4,7°). Elle est produite en bouteilles de 33cl et 75cl, ainsi qu'en canettes (métal) de 50cl, à 5,5°.
Il existe aussi une Cagole blanche produite en bouteilles de 33cl et 75cl, et une blonde moins alcoolisée (2,7°), la Cagole spécial cagnard, produite en bouteille de 33cl.

## Histoire
La bière La Cagole a été inventée en référence à la représentation populaire du vieux Marseille de Marcel Pagnol, ainsi qu'aux précédentes bières brassées à Marseille comme la Phénix, la Velten et la Marx.
La production industrielle a démarré en République tchèque, à Nymburk, où 80 % des 2 millions de bouteilles de 33 cl de La Cagole produites en 2008 étaient fabriquées. La Cagole a ensuite été produite dans une brasserie attenante à un restaurant marseillais, La fabrique de la Cagole, avant d'être produite dans le Nord de la France, à Douai,, dans la brasserie industrielle des Brasseurs de Gayant.
Le 5 décembre 2011 la cagole est orpheline, son créateur Yves Darnaud est mort à 47 ans.